# Citosina desaminasa
La citosina desaminasa és un enzim que catalitza la següent reacció de desaminació:
citosina + H₂O {\displaystyle \rightleftharpoons } uracil + NH3
Aquest enzim actua sobre carbonis nitrogenats, específicament en amidines cícliques. La citosina desaminada, el qual només es troba en procariotes i fongs, intervé en la ruta de salvament de nucleotids.